# Elektroreceptie
Elektroreceptie is het zintuiglijke vermogen om elektrische velden waar te kunnen nemen. Dit vermogen komt voornamelijk voor bij bepaalde groepen vissen en andere waterdieren, aangezien water elektrische golven beter geleidt dan aarde en lucht. Elektroreceptie wordt ingezet om objecten te lokaliseren ('elektrolocatie') en voor communicatie.

## Diergroepen
Elektroreceptie is voornamelijk waargenomen bij vissen: prikken, kraakbeenvissen (haaien, roggen en zeekatten), kwastvinnigen (longvissen en coelacanten), kwastsnoeken, steurachtigen, mesaalachtigen, tapirvissen en meervalachtigen. Het is verder bekend van sommige soorten salamanders als de olm, axolotl en Chinese reuzensalamander, de dolfijn Sotalia guianensis, en van de eierleggende zoogdieren (vogelbekdier, mierenegels). In 2012 is ontdekt dat ook hommels de aanwezigheid en het patroon van een statische lading op bloemen kunnen detecteren.

## Elektroreceptoren

Locatie van de elektroreceptoren in de kop van een haai, waaronder de ampullen van Lorenzini en de zijlijn.

Vissen en salamanders bezitten voor de waarneming van elektrische velden ampullaire receptoren. Bij vissen zijn dit vaak aangepaste receptoren in de zijlijn. Haaien en roggen hebben speciale elektroreceptoren in de snuit, die de ampullen van Lorenzini worden genoemd. De ampullaire elektroreceptoren bestaan uit een met gelei gevuld kanaal, die uitmondt in een porie in de huid. Het zintuig neemt het verschil in voltage waar tussen de porie en de voet van het kanaal. De elektrische beenvissen als de tapirvissen, mesaalachtigen en meervallen hebben naast ampullaire receptoren ook buisvormige elektroreceptoren, die geen verbinding hebben met het huidoppervlak en reageren op de ontladingen van de elektrische organen van deze vissen.
Bij de eierleggende zoogdieren, het vogelbekdier en de mierenegels, zijn de elektroreceptoren gemodificeerde klieren. Zenuwuiteinden liggen in een kring rond de porie van deze klier. Anders dan bij de vissen en salamanders zijn de zenuwuiteinden in de elektroreceptoren naakt en hebben geen zintuigcel.
De elektroreceptoren liggen vaak op de snuit. Zowel bij het vogelbekdier als de lepelsteuren is de snuit verlengd en afgeplat. Door de afgeplatte snuit heen en weer te bewegen, kunnen zij veranderingen in signaalsterkte opvangen, waardoor zij hun prooi kunnen lokaliseren. De olifantsvissen hebben een vingerachtig orgaan aan de onderkaak, de 'draadkaak', waarin zich veel elektroreceptoren bevinden. Hiermee kunnen zij prooidieren lokaliseren in de bodem.

## Functie
Elektroreceptie is vooral nuttig voor waterdieren die niet voldoende kunnen waarnemen met het zichtvermogen, zoals nachtdieren of dieren die leven in modderige, troebele rivieren of in grotten. Omdat water goed elektriciteit geleid, hebben vooral waterdieren dit vermogen. De mierenegels, een van de weinige landdieren met elektroreceptoren, gebruiken het vermogen om ondergrondse prooidieren op te sporen in vochtige grond. Elektroreceptie is te verdelen in twee groepen, actieve en passieve. Dieren die passieve elektroreceptie vertonen, kunnen elektriciteit enkel waarnemen. Dieren die ook elektriciteit kunnen opwekken ('elektrogenese'), zijn in staat tot actieve elektroreceptie.

### Passieve elektroreceptie
Passieve elektroreceptie wordt gebruikt voor elektrolocatie, het opsporen van de zwakke elektrische velden die prooidieren opwekken, waardoor deze kunnen worden gelokaliseerd. Deze elektrische velden ontstaan door activiteit in de spieren en zenuwen of in de ionenpomp die dienstdoet bij osmoregulatie in de kieuwen van vissen. Haaien zouden bovendien door het waarnemen van zwakke elektrische patronen kunnen navigeren op het magnetische veld van de aarde.

### Actieve elektroreceptie

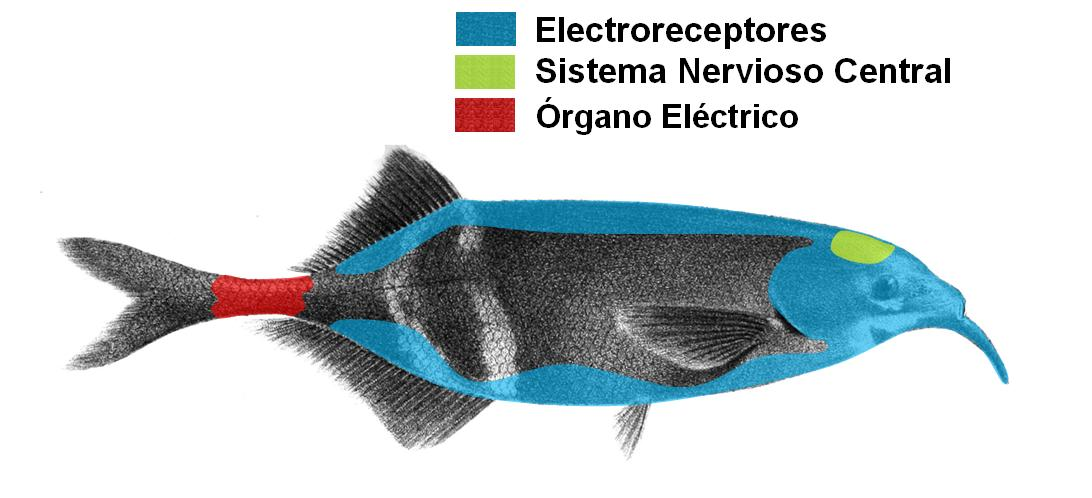
Elektroreceptie bij de olifantsvis (Gnathonemus petersii). Blauw = elektroreceptoren, Groen = centraal zenuwstelsel, Rood = elektrisch orgaan.

Actieve elektroreceptie wordt eveneens gebruikt voor het lokaliseren van prooien. Elektrische vissen wekken zelf een elektrisch veld op, waarmee zij hun omgeving kunnen waarnemen. Eventuele verstoringen worden zo door hun elektroreceptoren opgemerkt, wat nuttig is bij navigatie en foerageren in troebel water. Het elektrische veld wordt opgewekt door een elektrisch orgaan als elektrocyten, spiercellen of zenuwcellen die aangepast zijn aan dit doel.
Zwak elektrische vissen als tapirvissen wekken schokken op van minder dan 1 volt. Met dit zwakke elektrische veld kunnen zij niet alleen prooi en voorwerpen lokaliseren, maar ook met soortgenoten communiceren, bijvoorbeeld bij territoriale disputen of om partners aan te trekken. Sterk elektrische vissen als de sidderaal, siddermeervallen en sidderroggen produceren een hoger voltage. Zo kan de sidderaal stroomstoten van 600 volt opwekken. De grotere schokken worden gebruikt om prooi te verdoven of om mogelijke vijanden af te schrikken.